# Otto Schön
Otto Ernst Schön, né le 9 août 1905 à Koenigsberg et mort le 15 septembre 1968 à Berlin, est un homme politique allemand, directeur du Politburo du Comité central du SED en RDA.

## Biographie
Fils d'une ouvrière agricole et d'un artisan compagnon potier, il effectue un apprentissage de commis d'assurance et de banque de 1920 à 1923 et travaille à Berlin jusqu'en 1928. Il rejoint la Ligue des jeunes communistes d'Allemagne en 1922, le Parti communiste d'Allemagne (KPD) et la Rote Hilfe en 1925. Après avoir travaillé comme chef politique du district administratif de Kreuzberg du KPD, le Comité central le nomme membre de la direction du district de Saxe orientale du KPD. De 1929 à 1930, il est directeur politique du sous-district de Freital et après 1930 secrétaire de la Rote Hilfe pour la Saxe puis pour l'Allemagne centrale. Il est également président du tribunal du parti en Saxe.
De 1933 à 1936, il est incarcéré à la prison de Bautzen et jusqu'en 1937 au camp de concentration de Sachsenburg. Il est ensuite métallurgiste, enrôlé dans la Wehrmacht en 1942 et, blessé, libéré en 1943. À partir de juillet 1943, il fait partie du groupe autour de Georg Schumann (de). Jusqu'en 1945, il est employé de commerce à Leipzig et poursuit ses activités politiques de façon illégale sous le régime nazi.
En 1945, il est secrétaire de la direction du district du KPD à Leipzig, de 1946 à 1947 après la unification forcée du SPD et du KPD chef de l'association du district SED de Dresde, de 1946 à 1950 conseiller municipal de Dresde et de 1947 à 1950 deuxième secrétaire du SED de Saxe. Au IIIe congrès du parti de 1950, il est élu membre du Comité central du SED et membre du Secrétariat du Comité central du SED, dont il démissionne après l'insurrection juin 1953, en raison des différents changements de poste opérés alors. De 1950 jusqu'à sa mort, il est directeur du bureau du Politburo et un proche collaborateur du dirigeant Walter Ulbricht. Il est député de la Chambre du peuple à partir de 1958.

## Distinctions
- 1954 : Ordre de la bannière d'État de la République démocratique populaire de Corée II. Classe [2]
- 1955 : Ordre patriotique du mérite en argent
- 1957 : Médaille Ernst Moritz Arndt
- Médaille de 1958 pour les combattants contre le fascisme 1933 à 1945
- 1964 : Ordre patriotique du mérite en or [3]
- 1965 : Ordre Karl Marx

Son urne funéraire se trouve au mémorial des socialistes du cimetière central Friedrichsfelde à Berlin-Lichtenberg. En 1985, un timbre-poste spécial à son effigie sort en RDA.